# Sit-in de la bibliothèque d'Alexandria
 (février 2023).
Le "sit-in" de la bibliothèque d'Alexandria est une manifestation pacifique contre la ségrégation raciale ayant eu lieu en 1939 en Virginie, aux États-Unis. L'évènement est considéré comme l'une des premières manifestations silencieuses contre la ségrégation raciale aux États-Unis.

## Historique
La bibliothèque d'Alexandria ouvre en 1937 pour sa population blanche. Quoique leurs impôts contribuent à financer la bibliothèque, les résidents noirs s'en voient refuser l'accès. Samuel Wilbert Tucker (en), un avocat noir natif de Virginie, est inspiré par l'activisme non-violent de Mahamat Gandhi. Il organise une manifestation silencieuse pour protester contre la ségrégation raciale dans les bibliothèques publiques.
Le 21 août 1939, 5 hommes noirs entrent dans la bibliothèque et demandent tour à tour une carte d'emprunt. Après que leurs demandes d'inscription ont été refusées par l'aide-bibliothécaire, les hommes prennent des livres sur les étagères et s'assoient à des tables séparées en silence. Lorsque des policiers arrivent sur les lieux, plus de 300 contre-manifestants ainsi que des journalistes alertés par Tucker étaient déjà présents. Tous assistèrent à l'arrestation subséquente d'Otto Tucker, William Evans, Edward Gaddis, Morris Murray et Clarence Strange pour trouble à l'ordre public.
Samuel Tucker défendit les hommes devant le tribunal. Cependant, lorsque les policiers admettent que leurs arrestations étaient dû à la couleur de leur peau et non à leur comportement, le juge refuse de rendre une décision. Ceci évite des amendes et des peines de prison aux jeunes hommes mais empêche également une victoire juridique aux militants des droits civils. À la suite du procès, le comité d'administration de la bibliothèque résiste activement à son intégration. Pour contourner les demandes des militants activistes, le comité approuve la construction d'un deuxième établissement à l'usage des afro-américains, la Robert Robinson Library. Cette nouvelle bibliothèque est inaugurée en 1940. Son catalogue comporte largement des donations et des livres usagés de la bibliothèque principale, toujours réservée aux blancs. Dans une lettre, Samuel Tucker refuse d'accepter une carte de bibliothèque de la Robert Robinson Library en expliquant qu'avoir finalement un endroit où lire n'était pas la même chose qu'être traités de manière égale.
80 ans après cette manifestation silencieuse, les charges retenues contre les 5 hommes sont abandonnées lors de l'anniversaire commémoratif du sit-in. En 2019, les responsables municipaux présentent des excuses à leurs descendants ainsi que l'ordonnance du juge blanchissant les casiers judiciaires de leurs ancêtres.
En 2008, un monument fut érigé au coin de la bibliothèque, sur la North Washington Street afin de commémorer le sit-in. La Robert Robinson Library a fermé dans les années 1960 et abrite aujourd'hui l'Alexandria Black History Museum (en), le Musée d'histoire des Noirs de la ville.